# Cyclophora triseriata
Cyclophora triseriata là một loài bướm đêm trong họ Geometridae.